# Convorbiri literare
A Convorbiri literare [Irodalmi eszmecserék] 1867-ben alapított román irodalmi folyóirat, amely fontos szerepet játszott a 19. századi román irodalomban.

## Története
A Titu Maiorescu által vezetett Junimea irodalmi csoport folyóirataként jelent meg 1867. március 1-jétől kezdve (Gergely-naptár szerint március 13), és hamarosan Románia legolvasottabb és legszínvonalasabb irodalmi lapjává vált, annak ellenére, hogy csupán kétszáz példányban jelent meg.
Első főszerkesztője Iacob Negruzzi volt. 1884-ig Jászvásáron, 1885-től 1944-ig Bukarestben jelent meg, kivéve az 1916–1918-as időszakot, amikor a német megszállás miatt kiadása szünetelt. 1893-tól kezdve a folyóirat szerkesztésében Negruzzi mellett I. A Rădulescu-Pogoreanu, majd Mihai Dragomirescu is részt vett. 1902-től a lapigazgató Ioan Bogdan volt, a szerkesztésért fivére, Gheorghe Bogdan-Duică, utóbb Dumitru Evolceanu felelt. 1907-től az új lapigazgató Simion Mehedinți földrajztudós és műkedvelő irodalmár lett, 1924-től kezdve Alexandru Tzigara-Samurcaș műkritikus. A második világháború előtti utolsó lapigazgató Ilie Torouțiu irodalomkritikus volt.
A lap kiadása 1944. március 1-től szünetelt, 1970-től kezdve új folyammal indult a Romániai Írószövetség folyóirataként, ismét Jászvásáron.
A folyóirat élén ebben az időszakban Dumitru Ignea, Corneliu Ştefanache, Corneliu Sturzu állt, az 1989-es rendszerváltás után pedig Alexandru Dobrescu illetve 1995-től Cassian Maria Spiridon.

## Programja
Megalapításakor a lap célja a nemzeti kultúra elismertetése és a kritikai szellem meghonosítása volt. A lapot alapító Titu Maiorescu így fogalmazott: „a Convorbiri literare megalapításával hol elméleti magyarázatok, hol humoros vázlatok útján kísérletet tettünk a román irodalom komolyabb értékelésének elterjesztésére. Számunkra a hazafiság nem lehetett azonos a fogyatékossággal, egy gyönge mű nem érdemelhetett dicséretet azért, mert román.” Fontosnak tartották ugyanakkor, hogy a teljes román nyelvterület írói számára biztosítsanak megjelenési felületet, folytatva ebben az értelemben a Dacia literară kezdeményezését. A folyóirat a kritikában esztétikai és axiológiai érvekre támaszkodott, a művészi igényességet helyezte előtérbe, szemben a hagyományos „nemzeti-utilitárius” felfogással.
Ellentétben a rivális Contemporanul című inkább materialista jellegű lappal, a Convorbiri literare alapvetően konzervatív irányultságú volt,
1900 és 1944 között a folyóirat nem tartotta magát következetesen az eredeti alapelvekhez, és inkább egy tudományos-irodalmi egyveleggé alakult át. Az irodalmi művek és irodalomkritika mellett a lapban megjelentek történelmi értekezések, politikai cikkek, de itt jelent meg 1914-ben Bartók Béla Megjegyzések a román népzenéről című vitairata is.
Az 1970 után indult új folyam ismét a kritikai jelleget helyezte előtérbe, ugyanakkor nem tért vissza az eredeti értékekhez, hanem az orosz befolyástól távolodni kívánó nacionalista politikának, utóbb Nicolae Ceaușescu személyi kultuszának a szolgálatába állt.
1989 után a folyóirat visszatalált alapításkori szelleméhez, a felvilágosult konzervativizmushoz.

## Szerzői
Az első évtizedekben a Convorbiri literare-ban jelent meg a korszak legjelentősebb íróinak (Vasile Alecsandri, Ion Luca Caragiale, Vasile Conta, Ion Creangă, Mihai Eminescu, Ion Ghica, Titu Maiorescu, Iacob Negruzzi, Ioan Slavici, Alexandru D. Xenopol) majdnem összes munkája. Hasábjain a világirodalom számos neves alkotójának (Horatius, Cervantes, Schiller, Homérosz, Boileau, Dante, Leopardi, Petrarca, Hugo, Musset, Ibsen, Heine, Shakespeare, Racine, Molière, Anakreón, Catullus, Ovidius, Goethe, Vigny, Lamartine, Shelley, Maeterlinck, Baudelaire, Verlaine, Rilke) művei jelentek meg kiváló minőségű fordításokban.
A 20. század elején az irodalmat a román klasszikusok második hulláma képviselte: Ștefan Octavian Iosif, George Coșbuc, Duiliu Zamfirescu, Ioan A. Bassarabescu, Ioan Alexandru Brătescu-Voinești, Mihail Sadoveanu, Octavian Goga, Eugen Lovinescu. Az irodalomtörténetet és irodalomkritikát G. Bogdan‑Duică, Mihail Dragomirescu, Ilarie Chendi, Sextil Pușcariu és Gh. Teodorescu-Kirileanu képviselték. A lapban színre lépett a történészek új nemzedéke is: Vasile Pârvan, Dimitrie Onciul, Ioan Bogdan, Ştefan Orăşanu, Nicolae Iorga.